# Zdeněk Sejček
Zdeněk Sejček (2. prosince 1926 Žleby – 18. dubna 2023 Seč) byl historik umění, malíř, grafik a pedagog. Poslední léta života strávil v Ronově nad Doubravou, kde se podílel na vydávání místního časopisu Městečko na dlani. Byl členem Sdružení českých výtvarných teoretiků a kritiků. Jako malíř se věnoval krajinomalbě, kresbě, grafice a knižní ilustraci.

## Život a dílo
V Kutné Hoře absolvoval Lindnerův koedukační učitelský ústav. Poté studoval obor výtvarná výchova na Pedagogické fakultě Univerzity Karlovy v Praze u profesorů Cyrila Boudy, Karla Lidického a Martina Salcmana. Současně vystudoval geografii na Přírodovědecké fakultě téže univerzity. V letech 1967–1971 studoval estetiku a dějiny umění na Filozofické fakultě Univerzity Karlovy u Dr. Luďka Nováka. Po absolvování základní vojenské služby vyučoval estetiku na pedagogickém semináři Vysoké školy zemědělské v Praze a výtvarnou výchovu a estetiku na gymnáziu a Střední pedagogické škole v Čáslavi. Celkem 25 let byl předsedou Klubu přátel výtvarného umění v Čáslavi. Je zakladatelem regionální Galerie Antonína Chittussiho v Ronově nad Doubravou.
V roce 1947, při přípravě výstavy k 100. výročí narození malíře a krajana Antonína Chittussiho, se seznámil s Vojslavou Pruchovou, sestrou malíře Jindřicha Pruchy, který tragicky zahynul v prvních týdnech 1. světové války. Vzniklo tak dlouholeté přátelství a dlouhodobá plodná spolupráce, která vyústila nejprve ve vydání rozsáhlé publikace Jindřich Prucha v dopisech a vzpomínkách, 1988, paralelně vznikala monografie s názvem Jindřich Prucha: Kresby, kterou v r. 2004 vydala Národní galerie v Praze. Dalšímu malíři z kraje pod Železnými horami Antonínu Chittussimu věnoval své dílo Mladý Chittussi: Monografická studie o mládí a rané tvorbě umělce, 1965. Jeho publicistická činnost je spjata s časopisem Umění a řemesla, kde průběžně uveřejňuje statě o historii umění v čáslavském regionu. Jako spoluautor se též podílel na vlastivědných publikacích o kraji pod Železnými horami (Almanach Ronova nad Doubravou, 1998 a Tam, kde teče Doubravka, 1998).

## Spisy

### Monografie
- Mladý Chittussi: Monografická studie o mládí a rané tvorbě umělce, 1965,
- Jindřich Prucha v dopisech a vzpomínkách, 1988
- Jindřich Prucha: Kresby, 2004
- Jindřich Prucha - kresby a studie o lidovém baroku na Čáslavsku, (rukopis, dosud nevydáno)
- Vojslava Pruchová: Myšlenky v čase (dosud nevydáno)

### Autorské katalogy
- Bořivoj Žufan: 1904-1942, 1967,
- Jan Novák: Obrazy a kresby 1969,
- Kamila Albrechtová: Grafiken. Zeichnungen, 1985,
- Karel Retter: Výbor z díla 1958-1988, 1988,
- Jaroslav Alt: Výběr z malířské tvorby 1947-1997, 1997.

### Sborníky
- Klasikové české krajinomalby v Železných horách, 2006,
- Pokračovatelé české krajinomalby v Železných horách, 2007.

## Sbírky
Malířská tvorba ak. malíře Zdeňka Sejčka je zastoupena ve sbírkách Národní galerie v Praze, Galerii Felixe Jeneweina v Kutné Hoře, Galerii Jindřicha Pruchy v Čáslavi a v dalších galeriích i soukromých sbírkách.

## Výstavy
Svá díla prezentoval na blíže neurčeném množství výstav; první z nich byla uspořádána již v roce 1945 v galerii Vlašský dvůr v Kutné Hoře. Výběr z výstav v letech 2007-2016:
- 2007 (březen) – výstava k významnému životnímu jubileu malíře v zrekonstruované Goltzově tvrzi v Golčově Jeníkově,
- 2010 (březen-duben) – Zdeněk Sejček: Kresby, Čáslav,
- 2011 (srpen) – Zdeněk Sejček a Filip Malinovský, Ronov nad Doubravou,
- 2012 (únor) – Zdeněk Sejček, Výstavní síň Městského muzea, Čáslav,
- 2012 (září) – Zdeněk Sejček a Kamila Ženatá, Dusíkovo divadlo, Čáslav
- 2016 (květen – červen) – Tóny Železných hor, Čáslav; výstava k autorovým 90. narozeninám

## Galerie

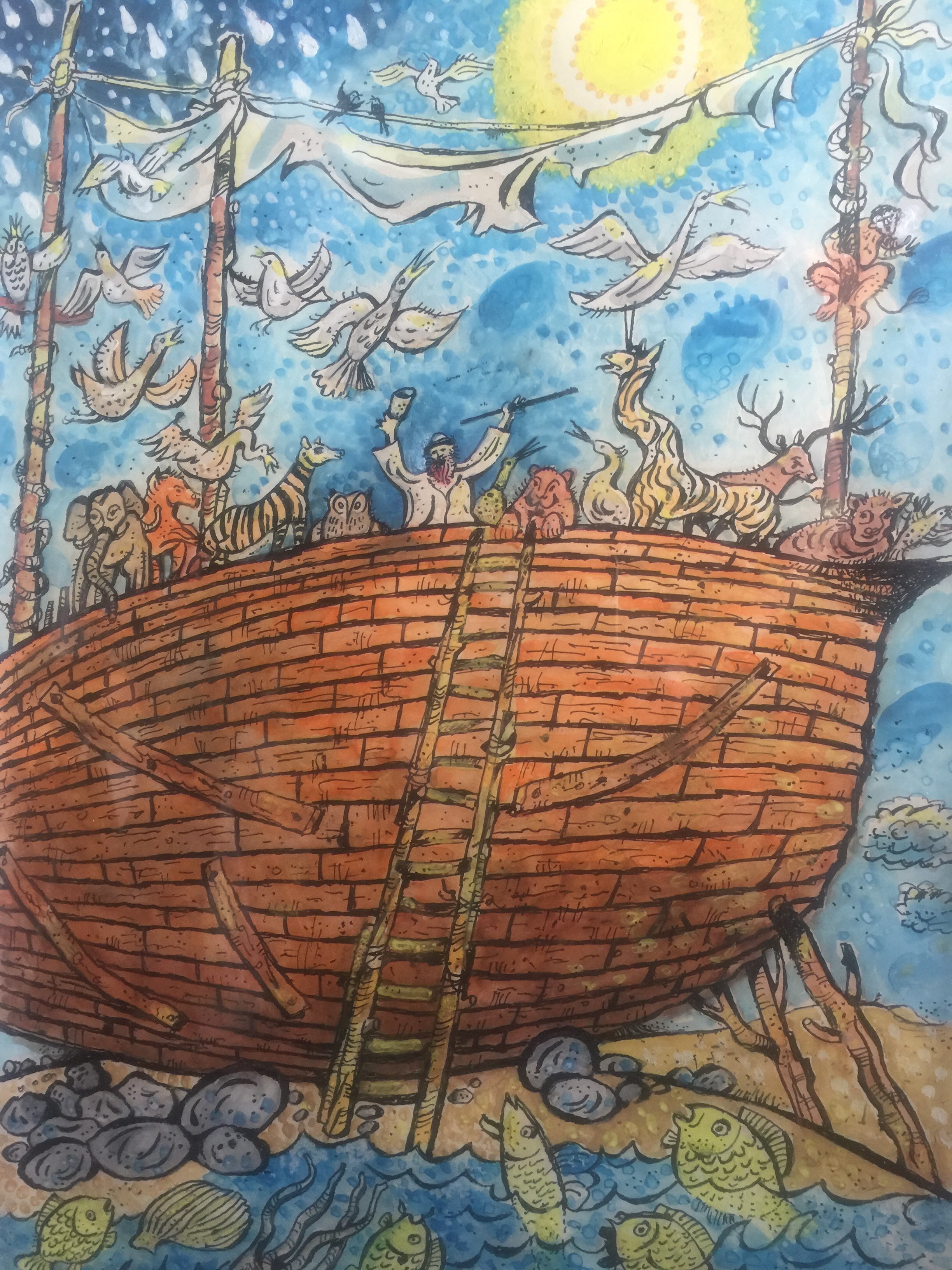
Noe,  papír, kombinovaná technika 2016
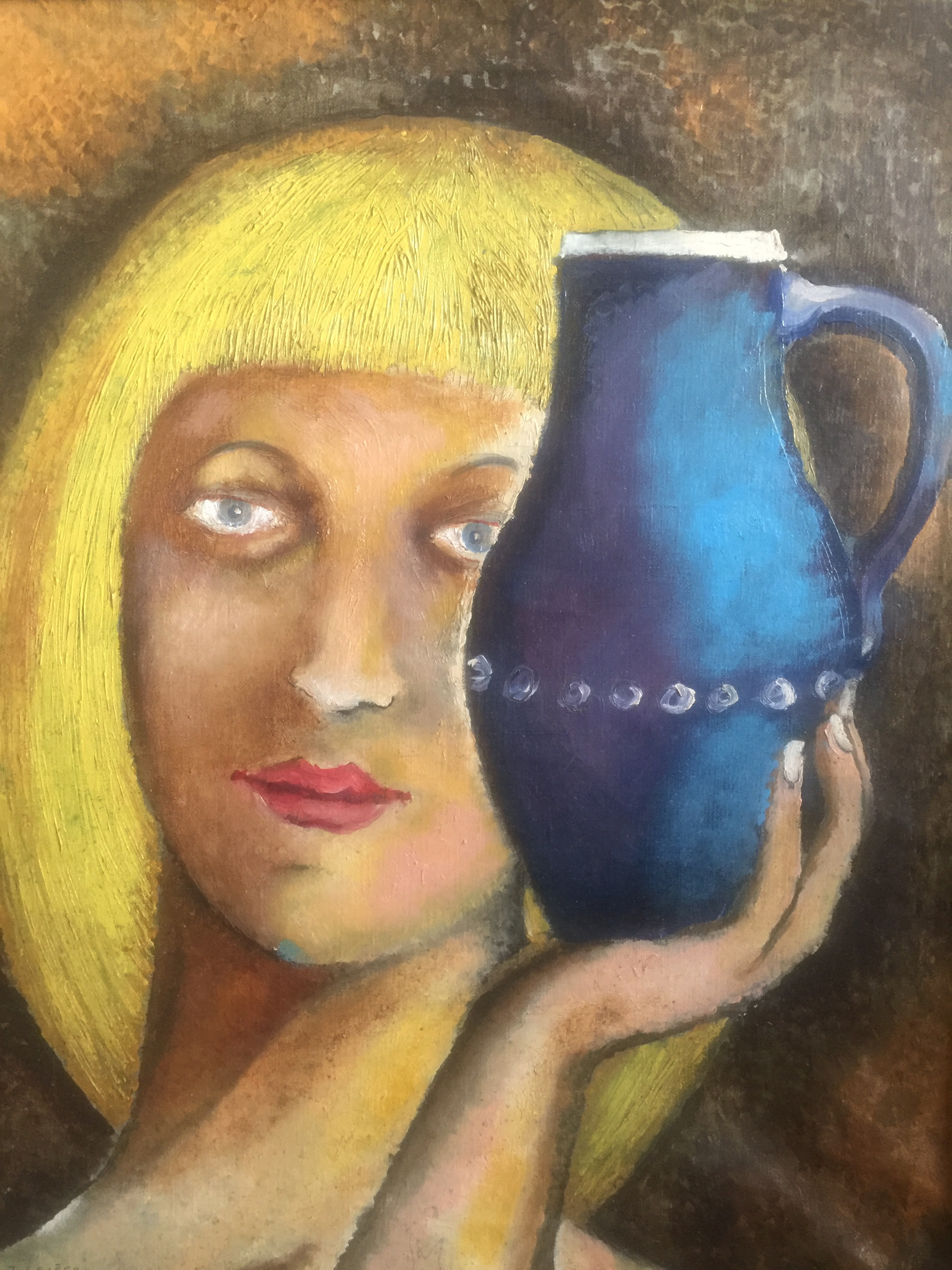
Divka s modrým džbánem, olej na plátně 2015
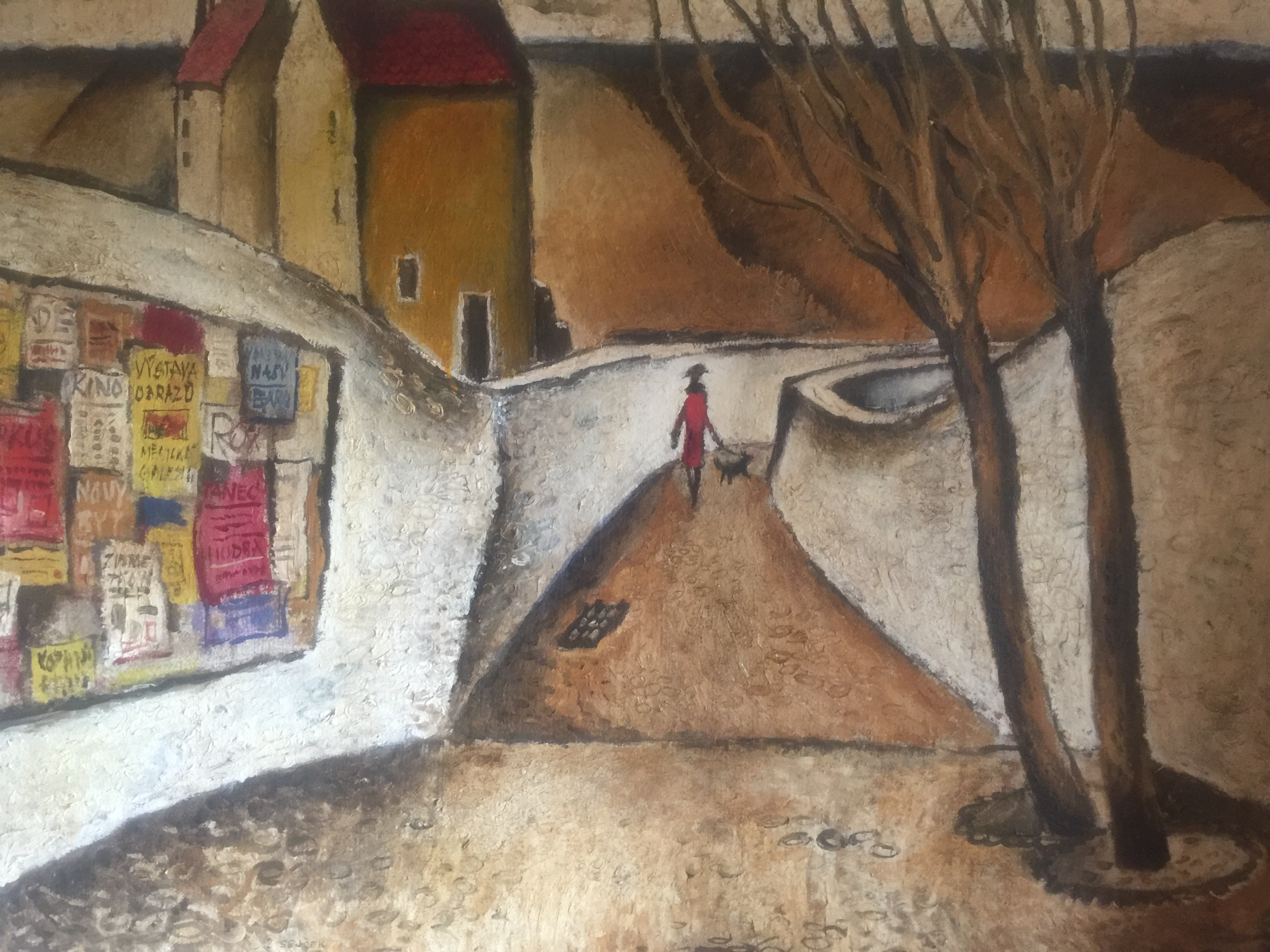
Krajina s bílou zdí, olej na plátně